# Вражда (гръцки сериал)
Вражда (на гръцки: Σασμός) е заглавието на гръцки драматичен телевизионен сериал, излъчван по Alpha TV от 6 септември 2021 г. до 8 юли 2024 г.
С участието на Орфеас Августидис, Христина Хила-Фамели, Мария Цобанаки, Димитрис Лалос, Мария Протопапа и др. Сериалът е базиран на едноименния роман на Спирос Петрулакис от 2019 г.

## Излъчени епизоди в Гърция:
| Сезон | Сезон | Епизоди | Първоначално излъчено | Първоначално излъчено |
| Сезон | Сезон | Епизоди | Първо излъчване       | Последно излъчено     |
| ----- | ----- | ------- | --------------------- | --------------------- |
|       | 1     | 171     | 6 септември 2021 г.   | 6 юли 2022 г.         |
|       | 2     | 173     | 19 септември 2022 г.  | 13 юли 2023 г.        |
|       | 3     | 152     | 25 септември 2023 г.  | 8 юли 2024 г.         |

## Сюжет
Преди 20 години Василис Стаматакис застрелва и убива Маркос Врулакис пред очите на децата му. Дъщерята на Маркос, Аргиро, която е присъствала на убийството на баща си, е шокирана и способността си да говори за дълго време. За да забрави събитието, тя заминава с роднините си и се установява за постоянно в Австралия. Решава обаче да се върне в родния си град, за да види своите. На летището среща Астерис Стаматакис, син на убиеца на баща ѝ, и без да се познават, те създават романтична връзка. Сюжетът на сериала се развива между вендетата между Стаматакис и Врулакис, но също така и омразата, която тя носи, и любовта на двамата млади хора, която ще послужи като катализатор за помирението, сближаването на двете семейства.

## В ролите:
- Орфеас Августидис като Астерис Стаматакис
- Христина Хила-Фамели като Аргиро Врулаки
- Мария Цобанаки като Калиопи Стаматакис
- Димитрис Лалос като Матиос Стаматакис
- Мария Протопапа като Марина Врулаки
- Димитрис Имелос като Антония Фрагкиадакис
- Тасос Нусиас като Стефанис Стаматакис
- Марилита Лабропулу като Василики Кастринаки-Стаматаки
- Евгения Самара като Стела Камариотаки
- Данай Папа като Тодора Агелаки
- Костас Никули като Петрос Врулакис
- Олга Дамани като Ейрини Врула
- Стелиос Майнас като Павлос Врулакис
- Йоргос Геронтидакис като Йоргос Видалис/Лефтерис Орфанос
- Димитрис Александрис като Ефтимис Фармакис
- Василис Бисбикис като Антреас Врулакис
- Йоргос Амуцас като Никифорос Стаматакис
- Алина Коцовулу като Анна Агелаки
- Стахис Манцорос като Пантелис Агелакис

## В България:
„Вражда“ започва излъчването си в България премиерно по bTV от 10 юни 2025 г. всеки делник от 13.30, впоследствие от 14.20 ч.
Сериалът е озвучен в студио „Медиа линк“ от артистите: Йорданка Илова, Павлина Илова, Стоян Цветков, Вартан Алексанян, Николай Пърлев, Александър Воронов. Режисьор на дублажа е Мария Ангелова. Звукорежисьори: Стоян Стоянов, Виктория Валентинова, Стамен Янев и Александър Тодоров.
Епизодите се качват и в платформите bTV Plus и VOYO.